# La Gorgue

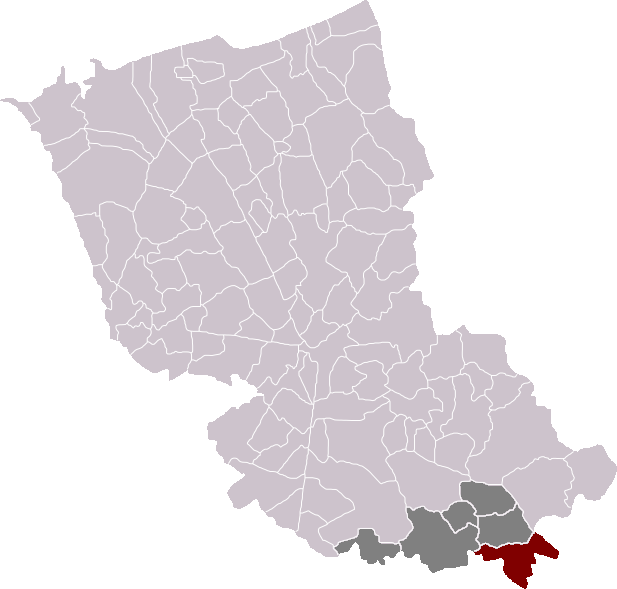
Localització de La Gorgue

La Gorgue (en neerlandès De Gorge, en flamenc occidental De Gorge) és un municipi francès, situat a la regió dels Alts de França, al departament del Nord, que forma part de la Westhoek. L'any 2006 tenia 5.681 habitants. Limita amb Estaires, Sailly-sur-la-Lys, Laventie, Richebourg, Lestrem i  Merville.

## Demografia
| Evolució de la població INSEE i Cassini |       |       |       |       |       |       |       |       |
| 1793                                    | 1800  | 1806  | 1821  | 1831  | 1836  | 1841  | 1846  | 1851  |
| 3 018                                   | 3 013 | 3 049 | 3 224 | 3 225 | 3 228 | 3 223 | 3 274 | 3 293 |

| 1856  | 1861  | 1866  | 1872  | 1876  | 1881  | 1886  | 1891  | 1896  |
| ----- | ----- | ----- | ----- | ----- | ----- | ----- | ----- | ----- |
| 3 226 | 3 293 | 3 369 | 3 496 | 3 704 | 3 885 | 3 962 | 3 929 | 3 968 |

| 1901  | 1906  | 1911  | 1921  | 1926  | 1931  | 1936  | 1946  | 1954  |
| ----- | ----- | ----- | ----- | ----- | ----- | ----- | ----- | ----- |
| 4 075 | 4 204 | 4 314 | 3 812 | 4 198 | 3 959 | 4 027 | 4 038 | 4 116 |

| 1962  | 1968  | 1975  | 1982  | 1990  | 1999  | 2006 | 2011 | 2016 |
| ----- | ----- | ----- | ----- | ----- | ----- | ---- | ---- | ---- |
| 4 141 | 4 104 | 4 168 | 4 602 | 5 028 | 5 215 | -    | -    | -    |

| 2019 | - | - | - | - | - | - | - | - |
| ---- | - | - | - | - | - | - | - | - |
| -    | - | - | - | - | - | - | - | - |

## Administració
| Període   | Identitat          | Partit             |
| --------- | ------------------ | ------------------ |
| 2001-2008 | Christian Defebvre | UDF, després MoDem |
| 2008-     | Philippe Mahieu    | Divers droite      |